# Indukowane współosadzanie
Indukowane współosadzanie – szczególny przypadek elektroosadzania stopów, polegający na jednoczesnym wydzielaniu z kąpieli galwanicznej dwóch metali, z których jeden nie jest możliwy do wydzielenia w postaci czystej. Indukowane współosadzanie dotyczy przede wszystkim otrzymywania stopów wolframu i molibdenu jako powłok galwanicznych.

## Klasyfikacja i charakterystyka
Termin „indukowane współosadzanie” (ang. induced codeposition) został wprowadzony przez amerykańskiego uczonego Abnera Brennera . Indukowanym współosadzaniem Brenner nazwał taki proces elektroosadzania stopów, w którym „osadzane są metale, takie jak wolfram, molibden czy german, które nie mogą być osadzane oddzielnie”. Metale te nazywane są metalami „niechętnymi” (ang. reluctant metals), podczas gdy metale umożliwiające proces współosadzania – metalami „indukującymi” (ang. inducing metals). Jako metale indukujące współosadzanie wolframu i molibdenu wykorzystywane są zwykle żelazo, kobalt lub nikiel. W klasyfikacji Brennera, indukowane współosadzanie obok anomalnego współosadzania są nietypowymi przypadkami elektroosadzania stopów.
Niezależną redukcję wolframianu(VI) do metalicznego wolframu uniemożliwiają jego wysoka symetria i struktury rezonansowe stabilizujące ten anion. Proces ten, jako sześcioelektronowy, musiałby zachodzić wieloetapowo, lecz wiązałoby się to ze znacznym, niekorzystnym energetycznie zaburzeniem symetrii anionu. Reakcja ta jest więc niemożliwa z powodu bariery aktywacji zbyt wysokiej do przekroczenia w czystym roztworze wolframianów. Ponadto podczas elektrolizy czystego roztworu wolframianu(VI) sodu na katodzie formuje się cienka warstwa mieszanych tlenków wolframu. Związki te bardzo dobrze katalizują redukcję wodoru, tak że po osadzeniu warstwy form tlenkowych, cały prąd elektrolizy zużywany jest na wydzielanie wodoru, co blokuje możliwość dalszej redukcji wolframu.
Kąpiele galwaniczne stosowane do współosadzania wolframu lub molibdenu zawierają odpowiednio wolframian lub molibdenian sodu, a także sole metali indukujących jako źródła pierwiastków wchodzących w skład stopu. Nieodzownym składnikiem kąpieli są także związki o charakterze kompleksującym, mogą to być m.in. cytryniany, glukoniany, jabłczany, winiany czy pirofosforany. Ponadto kąpiele te zawierają zwykle fosforany lub borany, których obecność sprzyja powstawaniu powłok o strukturze amorficznej, a także wspomaga buforowanie kąpieli.

## Historia

### Odkrycie i wczesne badania
Pierwsza publikacja dotycząca wydzielania metalicznego wolframu z roztworów wodnych pochodzi z 1931 roku. Wydzielony metal autorzy opisali jako czysty wolfram; jak się wkrótce okazało – omyłkowo, gdyż z powodu zanieczyszczenia kąpieli solami żelaza otrzymano stop wolframu z żelazem. Podobny charakter miało opublikowane rok później doniesienie dotyczące redukcji wolframu i molibdenu.
Niemniej przypadkowe odkrycie powłok galwanicznych zawierających wolfram przyczyniło się wkrótce do powstania kolejnych prac dotyczących tego zagadnienia, przeważnie w USA. Już w latach 30. stwierdzono możliwość współosadzania wolframu również z kobaltem lub niklem. Badania nad osadzaniem stopów wolframu były równolegle prowadzone w ZSRR, gdzie opisano m.in. pierwszy otrzymany tą metodą stop trójskładnikowy wolfram–nikiel–miedź. Wkrótce opracowano także pierwsze kąpiele wolframianowo–cytrynianowe, które obecnie są najczęściej stosowanymi. Pierwsze 30 lat badań nad indukowanym współosadzaniem podsumował Brenner w monografii Electrodeposition of alloys .

### Mechanizm indukowanego współosadzania
Pomimo długiej historii badań nad elektroosadzaniem stopów wolframu, nie został ustalony całościowy mechanizm tego procesu, a proponowane przez badaczy modele indukowanego współosadzania nie tłumaczą wszystkich obserwowanych zjawisk. Niemniej, na przestrzeni lat pojawiły się propozycje teoretycznego opisu procesów elektroosadzania dwuskładnikowych stopów wolfram–żelazowiec.
Pierwszy model współosadzania wolframu z żelazowcami zaproponowali w 1948 r. Holt i Vaaler. Ich teoria katalitycznej redukcji oparta była na postulacie, że świeżo zredukowany metal indukujący katalizuje elektrochemiczną reakcję redukcji wolframianów do wolframu. Powłoka otrzymana w myśl tego modelu miałaby mieć strukturę warstwową, składającą się naprzemiennie z warstwy metalu indukującego (żelazowca) i warstwy wolframu.
Istotną modyfikację modelu katalitycznej redukcji podali w 1952 r. Clark i Lietzke, twierdząc że główną rolę w redukcji wolframianów odgrywa wodór, wydzielany na katodzie równolegle z wolframem i żelazowcami. Zatem u Clarka i Lietzkego to wodór miał chemicznie redukować wolframiany, a ta redukcja wodorem tak jak w poprzednim modelu byłaby katalizowana przez atomy świeżo osadzonego żelazowca.
W 2007 r. nową propozycję mechanizmu współosadzania wolframu opisali Gileadi i Eliaz. Polega ona na obecności w kąpieli adduktu typu [(Ni)(WO
4)(Cit)(H)]2−
 (Cit = cytrynian), będącego bezpośrednim prekursorem stopu. Postulat ten opiera się na wcześniejszych ustaleniach dotyczących form kompleksów wolframian–cytrynian w zależności od pH roztworu. Powstawanie takiego adduktu ma umożliwiać redukcję wolframu(VI) dzięki odpowiedniemu zaburzeniu symetrii anionu wolframianowego.

## Aktualny stan badań

### Możliwości składu stopów
Znaczną część opisywanych w literaturze naukowej materiałów otrzymanych poprzez indukowane współosadzanie stanowią dwuskładnikowe stopy wolframu (w mniejszym stopniu molibdenu i renu) z żelazem, kobaltem lub niklem. Opisane są także stopy trójskładnikowe, mające w składzie dwa różne żelazowce albo żelazowiec i miedź. W 2013 roku polscy badacze udowodnili możliwość indukowanego współosadzania molibdenu z cynkiem z roztworów wodnych. W kolejnych latach ukazały się publikacje opisujące elektrochemiczne osadzanie stopów miedz-molibden, miedź-wolfram, oraz cynk-wolfram dowodzące, że zarówno cynk, jak i miedź, mogą pełnić rolę metalu indukującego osadzanie molibdenu oraz wolframu. Istnieją doniesienia o otrzymaniu powłok wolfram–srebro, które jednak nie mają charakteru metalicznego.

### Zastosowania

#### Powłoki ochronno-dekoracyjne
Stopy wolfram–żelazowiec są często dyskutowane jako powłoki o charakterze ochronnym lub ochronno-dekoracyjnym. Zastosowaniu temu sprzyja zarówno wysoka twardość wolframu i jego stopów, jak i odporność wolframu na korozję w środowisku kwaśnym dzięki zjawisku pasywacji. Powłoki te są rozpatrywane jako zamiennik twardego chromu, mający jednak tę zaletę, że w kąpielach nie występują chromiany(VI) o działaniu mutagennym i rakotwórczym.

#### Kataliza
Drugim głównym zastosowaniem warstw stopów wolframu otrzymywanych przez indukowane współosadzanie jest katalizowanie reakcji wydzielania wodoru podczas elektrolizy wody. Wydajna elektroredukcja wodoru na powierzchni tych materiałów jest możliwa dzięki małemu nadpotencjałowi wydzielania wodoru na wolframie i jego związkach. W badaniach nad tym zagadnieniem stwierdzono, że spośród stopów wolframu najlepszym katalizatorem wydzielania wodoru jest wolfram–nikiel.

#### Właściwości magnetyczne
Stopy wolfram–żelazowiec są badane także jako materiały o cennych właściwościach magnetycznych. Zastosowania wykorzystujące te cechy obejmują m.in. wykorzystanie w głowicach dysków twardych, mikroukładach elektromechanicznych czy magnetometrach.